# Championnat du Sénégal de football de deuxième division 2015-2016
Navigation
Championnat du Sénégal de Ligue 2 2014-2015 Championnat du Sénégal de Ligue 2 2016-2017
La saison 2015-2016 du Championnat du Sénégal de football de Ligue 2 débute le 08 novembre 2015. C'est la 8e édition sous l'ère professionnelle. 14 clubs y participent dans un seul groupes.
Les deux premiers au classement final à l'issue de la saison sont promus Ligue 1, tandis que les deux derniers rejoignent le championnat National 1.

## Classement
| Rang | Équipe              | Pts | J  | G  | N  | P  | Bp | Bc | Diff |
| ---- | ------------------- | --- | -- | -- | -- | -- | -- | -- | ---- |
| 1    | Teungeuth FC P      | 58  | 26 | 17 | 7  | 2  | 46 | 17 | +29  |
| 2    | Génération Foot P   | 53  | 26 | 16 | 5  | 5  | 38 | 16 | +22  |
| 3    | Bargueth FC         | 45  | 26 | 12 | 9  | 5  | 25 | 15 | +10  |
| 4    | Dakar Sacré-Cœur    | 41  | 26 | 11 | 8  | 7  | 28 | 21 | +7   |
| 5    | ASC Port Autonome R | 38  | 26 | 11 | 6  | 9  | 29 | 23 | +6   |
| 6    | ETICS de Mboro      | 33  | 26 | 9  | 6  | 11 | 18 | 22 | -4   |
| 7    | DUC                 | 32  | 26 | 8  | 8  | 10 | 18 | 19 | -1   |
| 8    | ASC Yeggo           | 32  | 26 | 7  | 11 | 8  | 20 | 23 | -3   |
| 9    | AS Pikine R         | 32  | 26 | 8  | 5  | 12 | 20 | 25 | -5   |
| 10   | Cayor Foot          | 31  | 26 | 9  | 5  | 12 | 31 | 38 | -7   |
| 11   | Ndar Guedj          | 30  | 26 | 6  | 12 | 8  | 15 | 20 | -5   |
| 12   | ASC Renaissance     | 28  | 26 | 5  | 13 | 8  | 15 | 24 | -9   |
| 13   | ASFA                | 19  | 26 | 4  | 7  | 15 | 12 | 29 | -17  |
| 14   | ASC Dahra           | 18  | 26 | 4  | 16 | 11 | 12 | 35 | -23  |